# 江景站
江景站（：／ Ganggyeong yeok */?）是湖南線沿線的一座鐵路車站，位于韓國忠清南道論山市江景邑大興里，有ITX-新村和無窮花號列車停靠。

## 历史
- 1911年11月10日 - 落成使用。

## 相鄰車站
韓國鐵道公社
湖南線
彩雲信號場－江景－龍東